# Міхал Пєхович
Мі́хал П'єхо́вич (пол. Michał Piechowicz; ? — після жовтня 1939) — польський адвокат і політичний діяч, останній президент Дрогобича (1937—1939) в польський період.

## Життєпис
Обраний 1937 року. Його попередником був Раймунд Ярош.
За сприяння міського голови, надруковано другу частину брошури відомого краєзнавця М. Мсцівуєвського «З історії Дрогобича». 14 липня 1938 міська рада ухвалила рішення розпочати будівництво жіночої школи по вул. Г. Сенкевича (сучасна І. Франка).
У жовтні 1939 року М. П'єхович був серед перших заарештованих після приходу радянських військ і вивезений у Росію. Його доля невідома.